# Wilhelmus Antonius de Pater
Wilhelmus Antonius (Wim) de Pater S.C.I. (Scheveningen, 25 februari 1930 - Asten, 3 september 2015) was een Nederlandse hoogleraar in de logica en de taalfilosofie.
Na zijn proefschrift bij Bocheński in Fribourg over de redeneervormen bij Aristoteles en Plato, bestudeerde hij de hedendaagse analytische filosofie en het taalgebruik in de theologie. Van 1968 tot zijn emeritaat in 1994 doceerde hij logica, taalfilosofie en geschiedenis van de analytische filosofie aan het Gemeenschappelijk Instituut voor Theologie in Tilburg en daarna aan het Hoger Instituut voor Wijsbegeerte (Katholieke Universiteit Leuven).

## Selectieve bibliografie
- Les Topiques d'Aristote et la dialectique platonicienne. La méthodologie de la définition (1965)
- Theologische Sprachlogik (1971)
- Logica. Enkele terreinverkenningen (1980)
- met W.R. de Jong: Van redenering tot formele struktuur. Enige hoofdstukken uit de logika (1981)
- Immortality. Its history in the west (1984)
- Analogy, Disclosures and Narrative Theology (1988)
- British Analytical Philosophy 1900-1970 (1989)
- met Roger Vergauwen: Logica: formeel en informeel (1992; 2de, gecorrigeerde druk 1997; 3de druk 2005; 4de druk 2016)
- met Pierre Swiggers: Taal en Teken. Een historisch-systematische inleiding in de taalfilosofie (2000)

- CiNii: DA12904032
- Gemeinsame Normdatei: 121326098
- International Standard Name Identifier: 0000 0001 1085 6345
- Library of Congress Control Number: n80119283
- Nederlandse Thesaurus van Auteursnamen: 068313918
- Réseau des bibliothèques de Suisse occidentale: 02-A000128512
- Istituto Centrale per il Catalogo Unico: SBNV073500
- Système universitaire de documentation: 112380042
- Virtual International Authority File: 117186999
- WorldCat: E39PBJh8JRvWr3WYYxGvP8tVG3